# Ryjówkokształtne
Ryjówkokształtne (Soricomorpha) – podrząd ssaków łożyskowych zaliczanych do owadożernych (Insectivora), a w kladystyce do Laurasiatheria.

## Systematyka
Do rzędu Soricomorpha zaliczane są współcześnie żyjące rodziny:
- Solenodontidae – almikowate
- Soricidae – ryjówkowate
- Talpidae – kretowate

oraz wymarłe:
- Nesophontidae – ryjkowate
- Geolabididae
- Otlestidae
- Micropternodontidae
- Apternodontidae
- Plesiosoricidae
- Nyctitheriidae

Pozycja taksonomiczna rodzin Nesophontidae i Solenodontidae jest dyskutowana ze względu na ich prawdopodobne pokrewieństwo z innymi rzędami ssaków.